# Lagos Badouk
Os lagos Baduk (em russo:  Бадукские озёра), conhecido como os Baduki são formados por uma secessão de três lagos montanhosos e uma cascata no rio Baduk. Este rio é o afluente esquerdo do rio Teberda, entre os cumes de Khadzhibey e Baduk no Cáucaso Ocidental, em Carachai-Circássia (Rússia). Devido ao fato de existirem outros lagos (menos conhecidos e visitados) acima do rio Baduk, esses três lagos também são chamados de lagos do Baixo Baduk. 
Estudos têm demonstrado que estes são lagos tem origem de deslizamento de terra e sua idade não excede 150-200 anos  . Ao redor dos lagos existem florestas de pinheiros e de bétulas. 
Os lagos são famosos por sua natureza pitoresca e são um dos atrativos naturais de Reserva Natural de Teberda, em cujo território eles estão localizados. Tradicionalmente considerado um local de caminhada. A taxa para ir aos lagos Baduk é de 300 rublos por pessoa - a maior de todas as rotas corre ao longo da Reserva Teberdinsky  . 
Os assentamentos mais próximos são a cidade de Teberda e a vila de Dombay . 
O primeiro lago Baduk é o rio mais baixo e o menor dos três, com apenas 80 metros de comprimento. Profundidade 4,5 metros. A temperatura da água não sobe acima de 5 °C, mesmo no verão  . A distância até o Segundo Lago é de 260 metros em linha reta. 
O segundo lago Baduk fica a uma altitude de 1.987 metros acima do nível do mar, o comprimento excede 200 metros. São 130 metros entre o Segundo o Terceiro Lago. 
O terceiro lago Baduk é o mais alto (1.990 metros), o mais ocidental e o maior dos três, sua área é de 3,6 hectares, seu comprimento máximo é de 330 metros, sua largura é de 200 metros. A margem é de 0,9 km  e a profundidade acança até 9 metros. Este lago é às vezes chamado de O Grande Lago Baduk. A água verde azulada aquece até 10 °C no verão. É possível encontrar trutas neste lago  . 